# Baie Farr
La baie Farr (en anglais : Farr Bay) est une baie de l'Antarctique. Elle se situe à l'est du glacier Helen.
Elle a été découverte par l'expédition antarctique australasienne (1911-1914) de Douglas Mawson. Elle est nommée d'après C.C. Farr.